# Cleto Maule
Anacleto "Cleto" Maule (Gambellara, 14 de marzo de 1931 - Punta Marana, Olbia, Cerdeña, 28 de julio de 2013) fue un ciclista italiano, que fue profesional entre 1954 y 1961. Era un ciclista combativo y luchador, buen rodador, pero poco adaptado a las subidas. Pasó al profesionalismo después de haber ganado el Gran Premio della Liberazione de amateurs. 1955 fue su mejor año deportivo al ganar dos de las clásicas más destacadas del calendario italiano: la Milán-Turín y el Giro de Lombardía. Años siguientes no mostró el nivel de su primer año como profesional y sólo destaca una etapa en el Giro de Italia de 1956.

## Palmarés
1954
- Gran Premio della Liberazione

1955
- Giro de Lombardía
- Milán-Turín

1956
- Giro de los Apeninos
- 1 etapa del Giro de Italia
- segundo en el Campeonato de Italia en Ruta

1957
- 1 etapa de la Roma-Nápoles-Roma

1958
- Giro de los Apeninos

## Resultados en Grandes Vueltas
| Carrera         | 1954 | 1955 | 1956     | 1957          | 1958 | 1959 | 1960 | 1961 |
| --------------- | ---- | ---- | -------- | ------------- | ---- | ---- | ---- | ---- |
| Giro de Italia  | -    | Ab.  | 4.º      | decimoséptimo | 46.º | 63.º | 88.º | -    |
| Tour de Francia | -    | -    | -        | -             | -    | -    | -    | -    |
| Vuelta a España | -    | -    | -        | -             | Ab.  | -    | -    | -    |
| Mundial en Ruta | -    | -    | vigésimo | -             | -    | -    | -    | -    |